# Pedicularis xiyingshanensis
Pedicularis xiyingshanensis är en snyltrotsväxtart som beskrevs av H. Y. Feng och Y.Z. Sun. Pedicularis xiyingshanensis ingår i släktet spiror, och familjen snyltrotsväxter. Inga underarter finns listade i Catalogue of Life.